# Weinmannia trichosperma
Weinmannia trichosperma är en tvåhjärtbladig växtart som beskrevs av Antonio José Cavanilles. Weinmannia trichosperma ingår i släktet Weinmannia och familjen Cunoniaceae. Inga underarter finns listade i Catalogue of Life.